# Trichophoropsis sabroskyi
Trichophoropsis sabroskyi là một loài ruồi trong họ Tachinidae.